# Osiedle Wyszyńskiego (Prudnik)
Osiedle Wyszyńskiego – osiedle mieszkaniowe w Prudniku, w południowej części miasta.

## Geografia
Osiedle położone jest na południe od centrum Prudnika, między ul. Jarosława Dąbrowskiego i Romualda Traugutta, Stanisława Staszica i alei Lipowej. Na zachód od osiedla Wyszyńskiego znajdują się os. Tysiąclecia i Zacisze, a na wschód Górka i Jasionowe Wzgórze. Na południe od osiedla przepływa rzeka Prudnik.

## Historia
Osiedle powstało w latach 1964–1974. Na jego terenie znajdowało się ponad 600 mieszkań. Jego patronem został Marceli Nowotko. Inwestorem była Spółdzielnia Mieszkaniowa „Nowy Dom” w Prudniku, a plan urbanistyczny został wykonany przez Zakład Usług Inwestycyjnych „Inwestprojekt” w Katowicach.

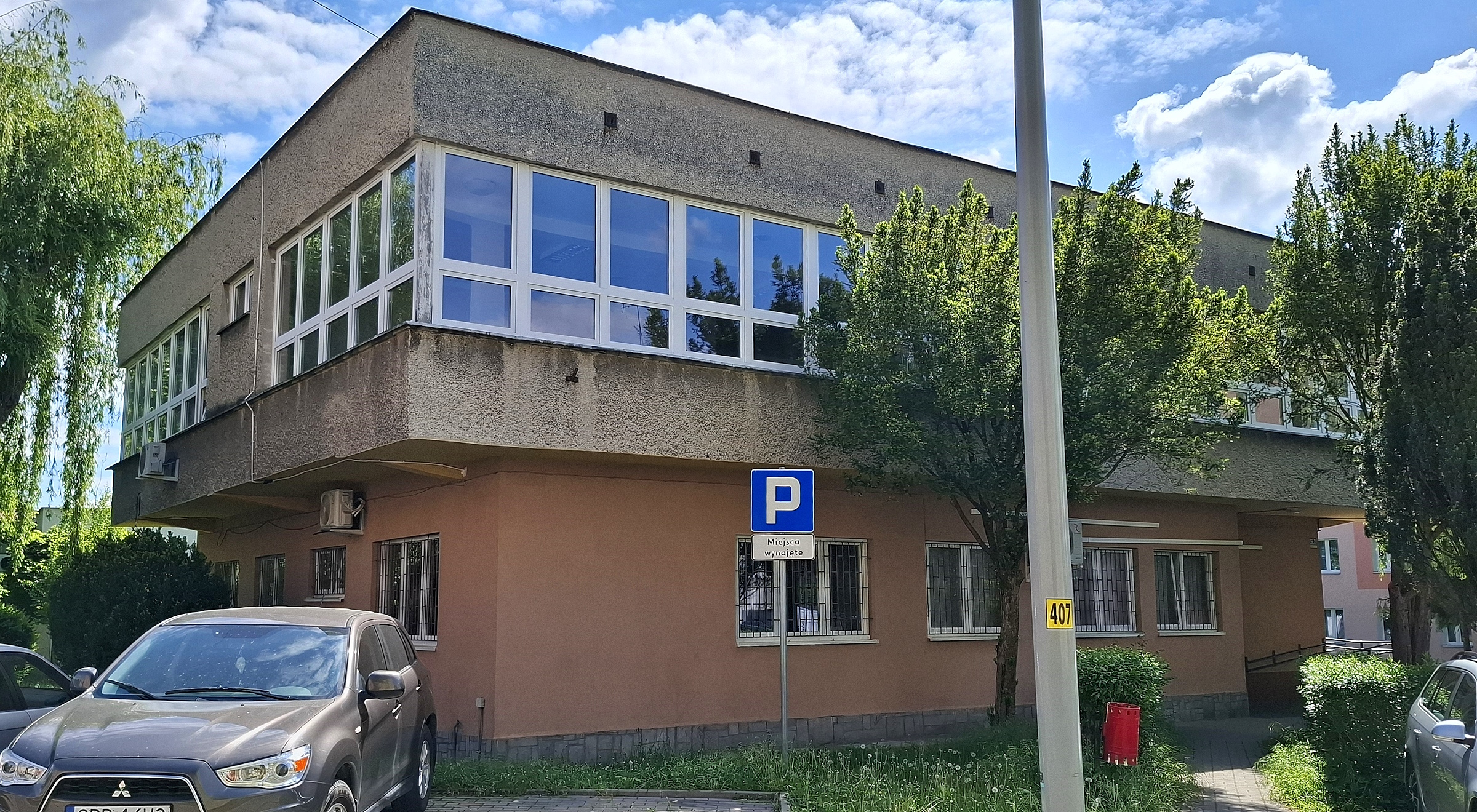
Pawilon administracyjno-klubowy

W 1974 oddano do użytku pawilon administracyjno-klubowy, w którym ulokowano biura Spółdzielni Mieszkaniowej „Nowy Dom”, klub spółdzielczy, bibliotekę i świetlicę osiedlową. Równocześnie powstał zespół pawilonów usługowych o łącznej powierzchni użytkowej 1100 m². Działały w nim sklep ogólnospożywczy, sklep artykułów przemysłowych, koktajlbar Okręgowej Spółdzielni Mleczarskiej i zakład fryzjerski. Dalszym rozwinięciem osiedla była zabudowa jednorodzinna wzniesiona w rejonie ul. Chopina i Sienkiewicza.
Osiedle było największym blokowiskiem w Prudniku, aż do powstania Jasionowego Wzgórza. W lutym 1990, decyzją Rady Narodowej Miasta i Gminy Prudnik, nowym patronem osiedla został kardynał Stefan Wyszyński.

## Turystyka
Przez osiedle prowadzą szlaki turystyczne:
- Główny Szlak Sudecki im. Mieczysława Orłowicza (440 km): Prudnik – Świeradów-Zdrój
- „Szlak Historyczny Lasów Królewskiego Miasta Prudnik” (17,5 km): Park Miejski w Prudniku – stare dęby w Prudniku – Kapliczna Góra – Kobylica – Dębowiec – rozdroże pod Trzebiną – Sanktuarium św. Józefa w Prudniku–Lesie – Prudnik–Lipy – Park Miejski w Prudniku

## Mieszkańcy osiedla
- Stanisław Szozda (1950–2013) – kolarz, dwukrotny wicemistrz olimpijski, pięciokrotny medalista mistrzostw świata